# 벌거벗은 섬
《벌거벗은 섬》(일본어: 裸の島)은 1960년 개봉한 일본의 드라마 영화이다. 신도 가네토가 감독과 각본을 맡았다.